# 魔性の子 (SF小説)
『魔性の子』（ましょうのこ、原題：Changeling）は、アメリカ合衆国の作家ロジャー・ゼラズニイが書いた長編SF小説。魔法や空飛ぶドラゴンなどの、ファンタジーの要素も盛り込まれている作品である。

## あらすじ
ここは科学文明が忘れ去られ、魔法が使われている世界。ロンドヴァル城では魔王デットが老魔法使いモーが率いる軍団に倒され、残されたデットの赤児を、モーは時空を超えて別の世界に連れて行った。魔法が忘れられて科学が発達したその世界で、デットの赤児を同じような赤児と取り替えたモーは、元の世界に戻ると取り替えてきた赤児を、子供を亡くした村人夫婦に預けた。
年月が過ぎ、別の世界に残されたデットの赤児はダニエル・チェインと名付けられ、ギター奏者になっていた。村人に預けた赤児はマーク・マラクソンと名付けられて育てられ、機械作りが得意な青年になった。ある日、マークが作った蒸気自動車を人々は恐れ、車を破壊したうえでマークを追放した。失意のうちに禁断の場所をさまよったマークは、稼働している人工知能と生産施設を発見すると、それを使って機械軍団を作り、人々に復讐しようとする。危機を感じた老魔法使いモーは、魔力を持つデットの赤児を連れ戻すため、再び地球のような別の世界を訪れた。ダニエルを見つけたモーは、彼が別の世界の住人であることと、本当の名前がポル・デットスンであることを告げ、魔法でその世界の言語を教えた。モーが示した時空を超える道に、ギターを抱えてダニエルは足を踏み出す。魔力を使い果たしたモーは、ダニエルを見送ってから地球のような世界で息を引き取った。動かなくなった右手には「竜の痣」があった。
生まれた世界に戻ったダニエルは、ギターを弾いていてノラと名乗る一人の女性と知り合った。ダニエルは彼女の叔父の仕事を手伝い、村に住み着いた。マークが起こした事件のことも知った。ある日、村の宴会でギターを弾いたダニエルは、演奏に夢中になってシャツがめくりあがり、右手の「竜の痣」を村人に見られてしまう。人々は息をのみ、デットの息子のデットスンだと言って、ダニエルを村から追い出した。かつて自分が生まれたロンドヴァル城の廃墟を訪れたダニエルは、残されていた書物からこの世界のことを学び、魔法の力を磨いた。彼はロンドヴァル城の後継者として、自らポルと名乗り、地下に封印されていた一匹の雄竜「ムーンバード」を蘇らせた。竜の近くで眠らされていた盗賊の「マウスグラヴ」も、同時に蘇った。マウスグラヴから、城での戦いのようすを聞いたポルは、ムーンバードの背に乗り飛び上がった。ノラのいる村に向かうと、マークが派遣した機械鳥がノラを捕えようとしていたので、竜に命じてそれを破壊した。マークに会ってみたくなったポルは、ノラとマウスグラヴを連れてアンヴィル山に向かった。
初めて会ったポルとマーク。ポルが持っていたマークの実の両親の写真を贈るなど、最初は友好的だった。だが、生まれた世界へ帰らないかと執拗に繰り返すポルを、マークはノラと別れさせるためと誤解し、２人は決別した。アンヴィル山を離れるとき、マウスグラヴは姿を消していた。マークはさらに兵器を作ると言い、それに対抗するためポルは、父デットが使っていた「魔法の笏」を探した。笏は３分割されて隠され、それぞれ魔物が守っていたが、ムーンバードの飛行と戦闘能力、ノラの勇気、そしてポルの魔力で何とか切り抜けた。マークが戦闘機隊を編成したとき、アンヴィル山から逃げ出せずにいたマウスグラヴは、物陰から訓練のようすを見て勉強し、飛行機を飛ばせるようになっていた。彼は飛行機を盗み出すと、笏が隠されている３番目の場所へ向かい、ポルたちと合流した。そこにマークの強襲隊が現われ、笏は無事だったがノラをさらわれてしまった。３番目の魔物と雌雄を決するというムーンバードを残し、マウスグラヴの飛行機に乗り込んだポルは、総力戦の準備のためロンドヴァル城へ向かった。
ロンドヴァル城の地下には、数多くの竜や魔物が封印されていた。ポルは笏の力を使ってそれらを目覚めさせ、ムーンバードの代わりに雌竜「スモーク」を選んだ。竜たちの背中に魔物たちが乗り、一路アンヴィル山を目指すポルの軍団。マークの戦闘機隊が襲い掛かるが、軽い被害で切り抜けた。アンヴィル山は要塞化され、高射砲や戦車まで投入されていた。被害を出しながらも竜たちは着陸し、魔物たちを地上に放った。空と陸での戦いが続くなか、一時休戦したポルとマークは交渉した。合意した内容は、ポルが魔王の笏を火山に投げ込む代わりに、マークがノラを解放するというもの。ノラがポルの元に帰ったとき、マークの足元の建物が崩れ、彼は火口に飲み込まれた。戦いが終わり、傷を負いながらも迎えに来たムーンバードの背に乗ったポルは、征服者とはならず住民と共存する決意を新たにするのであった。

## 主な登場人物
- ダニエル・チェイン - ギター奏者。魔王デットの息子で、本名はポル・デットスン。
- マーク・マラクソン - エンジニア。ダニエルの取り替え子。
- デット・モースン - ロンドヴァル城主の魔王。ダニエルの実父。
- モー - 年老いた魔法使い。
- ノラ・ヴェイル - マークの幼馴染みの女性。

## 日本語訳書誌情報
- 『魔性の子』（池央耿訳、東京創元社、イラストレイテッドSF!4） 1981年
- 『魔性の子』（池央耿訳、創元推理文庫） 1985年1月  ISBN 4-488-68601-X